# Paardensport op de Paralympische Zomerspelen 1996
Op de Xe Paralympische Spelen die in 1996 werden gehouden in het Amerikaanse Atlanta was paardrijden een van de 19 sporten die werd beoefend. Dit was de tweede keer dat de paardensport op het programma stond, de eerste keer was alweer twaalf jaar geleden tijdens de spelen van New York & Stoke Mandeville in 1984. Toen stond er naast de dressuur ook behendigheidsproeven op het programma nu in 1996 was dat alleen dressuur verdeeld over negen evenementen. Voor België waren er geen ruiters bij deze spelen. Joop Stokkel behaalde de eerste Nederlandse medaille bij het paardrijden op de Paralympische Spelen.

## Evenementen
In totaal waren er negen onderdelen bij het paardrijden op de Paralympics in 1996. 
Verplichte kür
- Graad I
- Graad II
- Graad III
- Graad IV
- Team, open

Korte kür met draf
- Graad I
- Graad II

Korte kür met galop
- Graad III
- Graad IV

## Verplichte kür
| \| Rank \| Land \| Punten \| \| ---- \| ------------------- \| ------ \| \| 1 \| Verenigd Koninkrijk \| 65.43 \| \| 2 \| Denemarken \| 63.79 \| \| 3 \| Frankrijk \| 60.68 \| |                     |        |
| Rank | Land                | Punten |
| 1 | Verenigd Koninkrijk | 65.43  |
| 2 | Denemarken          | 63.79  |
| 3 | Frankrijk           | 60.68  |

| Klasse    | Punten | land | Goud             | land | Zilver             | land | Brons           |
| --------- | ------ | ---- | ---------------- | ---- | ------------------ | ---- | --------------- |
| Graad I   | 70.67  | DEN  | Brita Andersen   | GBR  | Dianne Tubbs       | SWE  | Sarah Rydh      |
| Graad II  | 65.79  | USA  | Vicki Sweigart   | GER  | Angelika Trabert   | GBR  | Lauren McDevitt |
| Graad III | 67.22  | NOR  | Anne Cecilie Ore | GBR  | Elizabeth Stone    | NED  | Joop Stokkel    |
| Graad IV  | 67.92  | GBR  | Joanna Jackson   | GBR  | Patricia Straughan | DEN  | Britta Sorensen |

## Korte kür met draf
| Klasse   | Punten | land | Goud            | land | Zilver           | land | Brons        |
| -------- | ------ | ---- | --------------- | ---- | ---------------- | ---- | ------------ |
| Graad I  | 78.44  | GER  | Birgit Dreiszis | DEN  | Brita Andersen   | GBR  | Dianne Tubbs |
| Graad II | 72.07  | USA  | Vicki Sweigart  | GER  | Angelika Trabert | GBR  | Anne Dunham  |

## Korte kür met galop
| Klasse    | Punten | land | Goud             | land | Zilver              | land | Brons           |
| --------- | ------ | ---- | ---------------- | ---- | ------------------- | ---- | --------------- |
| Graad III | 74.19  | NOR  | Anne Cecilie Ore | FRA  | Frederic Aguillaume | IRL  | Joan Salmon     |
| Graad IV  | 73.37  | GBR  | Joanna Jackson   | DEN  | Charlotte Jensen    | DEN  | Britta Sorensen |

Atletiek · Bankdrukken · Basketbal · Boogschieten · Boccia · CP-voetbal · Goalball · Judo · Koersbal · Paardensport · Schermen · Schietsport · Tafeltennis · Tennis · Volleybal · Wielersport · Zeilen · Zwemmen
New York & Stoke Mandeville 1984 ·
Atlanta 1996 ·
Sydney 2000 ·
Athene 2004 ·
Peking 2008 ·
Londen 2012 ·
Rio de Janeiro 2016 ·
Tokio 2020 ·
Parijs 2024 ·
Los Angeles 2028